# Samuel Daniel

Samuel Daniel

Samuel Daniel (* wahrscheinlich 1562 nahe Taunton, Somerset; † 14. Oktober 1619 in Beckington in Somersetshire) war ein englischer Dichter und Historiograph der Elisabethanischen Zeit. Eingang in die Literaturgeschichte fand er hauptsächlich als Lyriker, obwohl er bei seinen Zeitgenossen als vielseitiger Autor bekannt war, der die verschiedensten literarischen Gattungen wie Lyrik, Drama und Maskenspiel souverän beherrschte.

## Leben und Werk
Über Daniels Kindheit und Jugend ist wenig bekannt. Höchstwahrscheinlich war er der Sohn eines Musiklehrers einfacher Herkunft. Sein Bruder John Daniel war Musiker (er veröffentlichte 1606 eine Sammlung von Stücken für Laute, Violine und Gesang), seine Schwester Rosa, das Urbild der Rosalinde in Edmund Spensers The Shepherds Calendar, heiratete später den Montaigne-Übersetzer John Florio.
1579 bis 1582 besuchte er Magdalen Hall (heute Herdford College) in Oxford, wo er sich besonders der Dichtkunst und Philosophie widmete. 1586 taucht ein Samuel Daniel als Bedienter von Edward Stafford (3. Baron Stafford), dem englischen Botschafter in Frankreich, auf, bei dem es sich aller Wahrscheinlichkeit nach um den Dichter handelt. Später hatte er die Patronage von Mary Sidney, Countess of Pembroke, die selbst dichtete und auf ihrem Landsitz Wilton House bei Salisbury einen Kreis von Literaten um sich sammelte (Wilton Circle). Offiziell war er Lehrer ihres Sohnes William Herbert. Sie ermutigte ihn, literarisch tätig zu werden.
Sein erstes Werk war eine 1585 erschienene Übersetzung von Paulus Jovius. Seine erste Sammlung von Gedichten (der Sonett-Zyklus Delia und die Romanze The complaint of Rosamund, in dem der Geist einer ermordeten Frau anklagt) erschien 1592 und wurde zu seinen Lebzeiten oft nachgedruckt. Aus heutiger Sicht gilt die Sonettsammlung Delia, die auch einen prägenden Einfluss auf Shakespeares Sonette hatte, als Daniels Hauptwerk. In den Sonetten an Delia entfaltete Daniel die charakteristische Form des englischen Sonetts mit drei Quartetten und einem abschließenden Couplet.

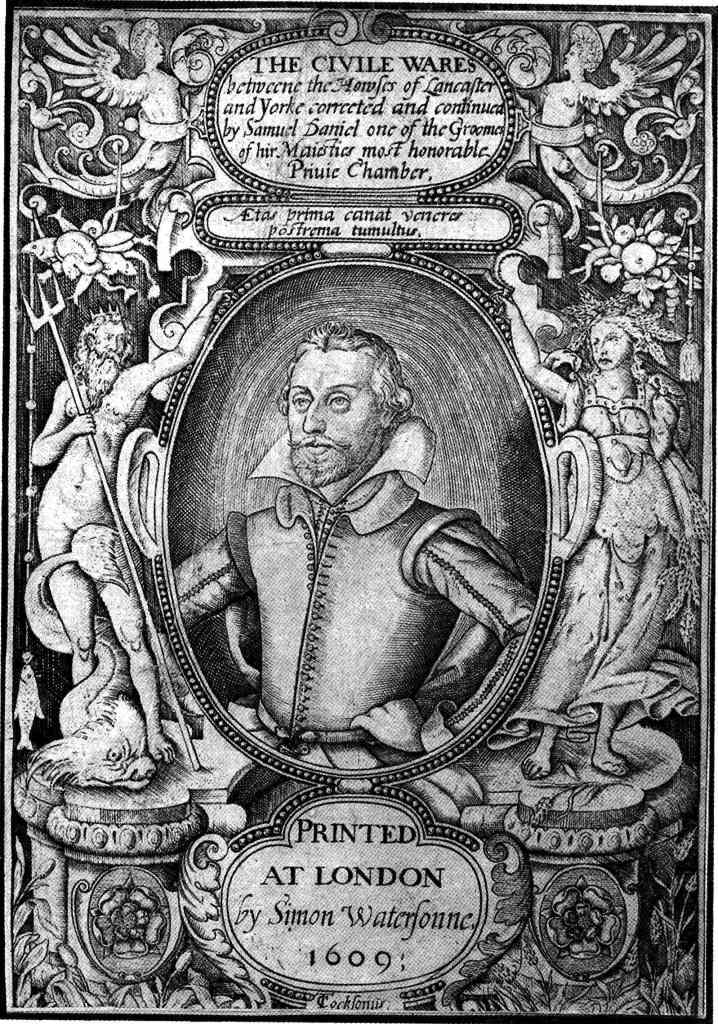
Titelblatt der Ausgabe von The Civile Wares (1609) mit einem Porträt Samuel Daniels

Im Anhang einer Ausgabe von 1594 befindet sich ebenso die Tragödie Cleopatra, in der er sich eng an die Tradition der Senecaschen Tragödien anlehnte. Die ursprüngliche Fassung von Cleopatra wurde von Daniels 1599 und umfassend 1607 überarbeitet. Die Version von 1599 hatte ebenso Auswirkungen auf Shakespeares Antony and Cleopatra (wahrscheinlich 1606 entstanden), was vermutlich Daniel wiederum zu einer neuerlichen weitreichenden Überarbeitung seines eigenen Stücks veranlasste.
Von 1595 bis 1604 widmete Daniel sich seinem großen historischen Werk Civil Wars, das in epischen Versen die langwierige Geschichte der Rosenkriege schilderte. Einerseits war das Bürgerkriegsthema angesichts der Ehe- und Kinderlosigkeit von Elisabeth I. für die Elizabethaner hochaktuell; andererseits wird vermutet, dass auch Daniels politisches Eintreten für eine starke Monarchie ihn zu der Wahl dieses Themas für sein historisches Epos motivierte. Der Anfangsteil des Gedichts The first four books of the civil wars erschien erstmals 1595, vollendet wurde das Epos 1609 in acht Büchern. Noch vor dem endgültigen Abschluss des Werks waren The first four books auch in seinen Poetical Essays von 1599 enthalten, zusammen mit Musophilus und A letter from Octavia to Marcus Antonius. Zu dieser Zeit war er Lehrer von Lady Anne Clifford, der Tochter der Gräfin von Cumberland.
Nach dem Tode von Edmund Spenser war Daniel 1599 bis 1619 offizieller Hofpoet („Poet Laureate“), gab den Titel aber dann an Ben Jonson ab. Sein Schwager John Florio verschaffte ihm Zugang zum Hof von Jakob I., wo er dem König in Burleigh Harrington (Burley-on-the-hill) eine Panegyricke Congratulatorie präsentierte, die 1601 in der Folio Ausgabe seiner Werke veröffentlicht wurde. Später kamen Poetical Epistles an seine Gönner und eine Defence of Rime (1603) hinzu, gerichtet gegen Thomas Campion, der in einer Schrift behauptete, Reime seien für das Englische ungeeignet. Daniel pries in dieser poetologischen Prosaschrift demgegenüber die Schönheit und Eleganz der englischen Sprache. Bereits in seiner Vers-Abhandlung Musophilus, or a General Defence of Learning hatte er 1599 die zivilisatorische Kraft der englischen Sprache betont und die Schlüsselrolle der literarischen Bildung und kulturellen Verfeinerung für die gesellschaftliche Entwicklung herausgestellt.
Am Hof wirkte er auch als Autor vornehmlich von Maskenspielen (Masques) oder Schäferstücken und wurde dafür 1603 Master of the Queen’s Revels. Gedruckt wurden von seinen am Hof aufgeführten Spielen The vision of the twelve goddesses (1604), The Queen’s Arcadia (1606, ein Schäferstück nach Guarinis Pastor Fido), Thety’s Festival or the Queen’s Wake (1610, aus Anlass der Ernennung des Prince of Wales, Henry Frederick, zum Ritter vom Hosenbandorden) und Hymen’s Triumphe (1615) aus Anlass der Heirat von Robert Ker, 1. Earl of Roxburghe. In den erstmals 1605 und 1614 aufgeführten pastoralen Dramen The Queen‘s Arcadia und Hymen‘s Triumph folgte Daniel wie zuvor in seinen Sonetten dem Vorbild Tassos.
Nebenbei war er als assistant censor (eine Art Hilfs-Zensor) für den Master of the Revels tätig, der als Hofbeamter für die Zulassung von Theatern und die Lizenzen für Theateraufführungen oder Maskenspiele zuständig war. 1605 erschienen seine Certain small poems mit seiner Tragödie Philotas (für die er nach einer Aufführung 1604 vor den Kronrat (Privy Council) zitiert wurde, da eine Figur dem 1601 hingerichteten Hochverräter Robert Devereux, 2. Earl of Essex, ähnelte). 1612 folgte die erste Veröffentlichung seines Geschichtswerks History of England, from the earliest times down to the end of the reign of Edward III., das er 1618 vollendete.
Geehrt durch weitere Hofämter (Gentleman Extraordinary, Groom of the Chamber to Queen Anne) galt er als einer der führenden Dichter seiner Zeit. Von Zeit zu Zeit zog er sich zum Schreiben in sein Haus in St. Luke zurück, wo ihn Freunde wie die Dichter William Shakespeare, John Selden und George Chapman besuchten. Am Ende seines Lebens zog er sich auf einen Bauernhof namens „The Ridge“ in Beckington, Somerset, nahe Devizes zurück. Er verstarb dort am 14. Oktober 1619 und wurde auf dem Friedhof der St. George’s Kirche in Beckington begraben. Seine ehemalige Schülerin Lady Anne Clifford ließ für den „überragenden Dichter und Historiographen“ („that excellent poet and historian“) in der Kirche ein Denkmal errichten.
Im 18. Jahrhundert war Daniels Ruf noch nicht verblasst und er wurde noch von Samuel Taylor Coleridge und Charles Lamb gelobt, geriet aber im 19. Jahrhundert zunehmend in den Hintergrund. Am ehesten wurden noch seine Sonette gelesen. Seine Gesammelten Werke wurden 1885 bis 1896 von Alexander Balloch Grosart herausgegeben. Eine Neuausgabe bei Oxford University Press ist geplant.

## Werkausgabe
- Samuel Daniel: The Complete Works. Hrsg. von Alexander Balloch Grosart. 5 Bände. London 1885; New York 1963.